# Ортоцентрична система

Ортоцентрична система. Будь-яка точка є ортоцентром трикутника утвореного іншими трьома точками.

Ортоцентри́чна систе́ма — група з чотирьох точок на площині, одна з яких ортоцентр трикутника утвореного іншими трьома точками.
Якщо чотири точки утворюють ортоцентричну систему, тоді кожна з чотирьох точок є ортоцентром інших трьох. Ці чотири можливих трикутника всі мають спільне коло дев'яти точок.